# Syndromodes
Syndromodes là một chi bướm đêm thuộc họ Geometridae.